# بلیک ویلیج (ویرجینیا)
بلیک ویلیج (به انگلیسی: Blake Village) یک منطقهٔ مسکونی در ایالات متحده آمریکا است که در شهرستان پرینس ادوارد، ویرجینیا واقع شده‌است.